# Joseph Marius Jean Avy

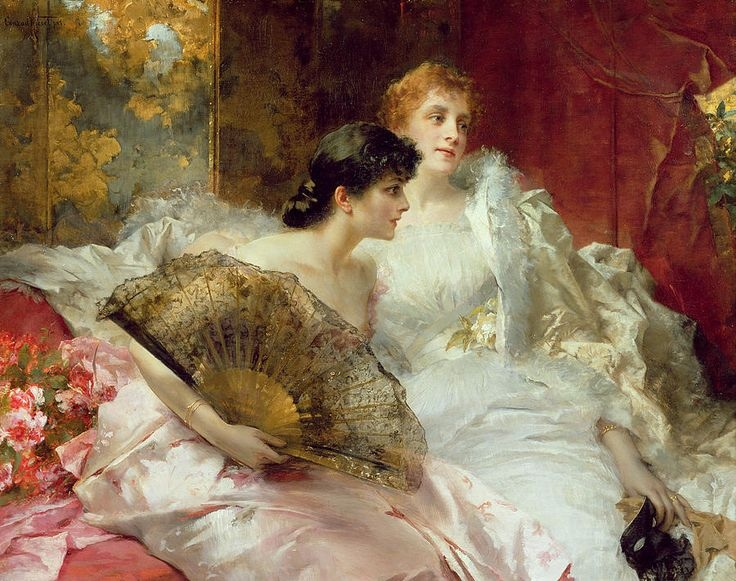
Nach dem Ball

Joseph Marius Jean Avy (* 21. September 1871 in Marseille; † 29. Dezember 1939 in Paris) war ein französischer Genre-, Landschafts-, Wand- und Pastellmaler sowie Illustrator.
Avy entstammte einer Kaufmannsfamilie. Er studierte Malerei in den Ateliers von Albert Maignan und Léon Bonnat in Paris. Nach dem Studium unternahm er eine Studienreise nach Italien, wo er Landschaftsbilder malte.
Er stellte seine Werke von 1900 bis 1939 auf dem Salon Französischer Künstler und von 1934 bis 1939 in der Nationalgalerie der Schönen Künste aus.
Er erhielt 1900 den Marie-Bashkirtseff-Preis. Er wurde 1937 zum Ritter der Ehrenlegion ernannt, auch erhielt er das Croix de Guerre.
Er heiratete im Jahr 1909 Germaine, Tochter von Albert Besnard. Er half seinem Schwiegervater bei den Malereien in der Kuppel des Petit Palais.
Er heiratete am 12. Mai 1939 zum zweiten Mal und starb ein halbes Jahr später.